# La finestra aperta
La finestra aperta (titolo originale francese La Fenêtre ouverte) è un racconto dello scrittore belga Georges Simenon con protagonista il personaggio del commissario Maigret. 
Il racconto fu scritto a Neuilly-sur-Seine, nell'ottobre del 1936. La sua prima pubblicazione avvenne sul settimanale "Paris-Soir-Dimanche", edizione domenicale dell'allora primo quotidiano di Francia per vendite, nei nn° 46 e 47, dell'8 e 15 novembre 1936. "La finestra aperta" è la terza parte di una serie di cinque racconti che sono oggetto di un concorso settimanale. Ogni racconto si sviluppa su due temi: nel primo sono esposti tutti gli elementi dell'enigma; nella seconda, in poche righe, ne viene riportata la soluzione.
Uscì in volume nel 1944 nella raccolta Les nouvelles enquêtes de Maigret per i tipi di Gallimard, come terza di 9 inchieste della prima serie.

## Trama

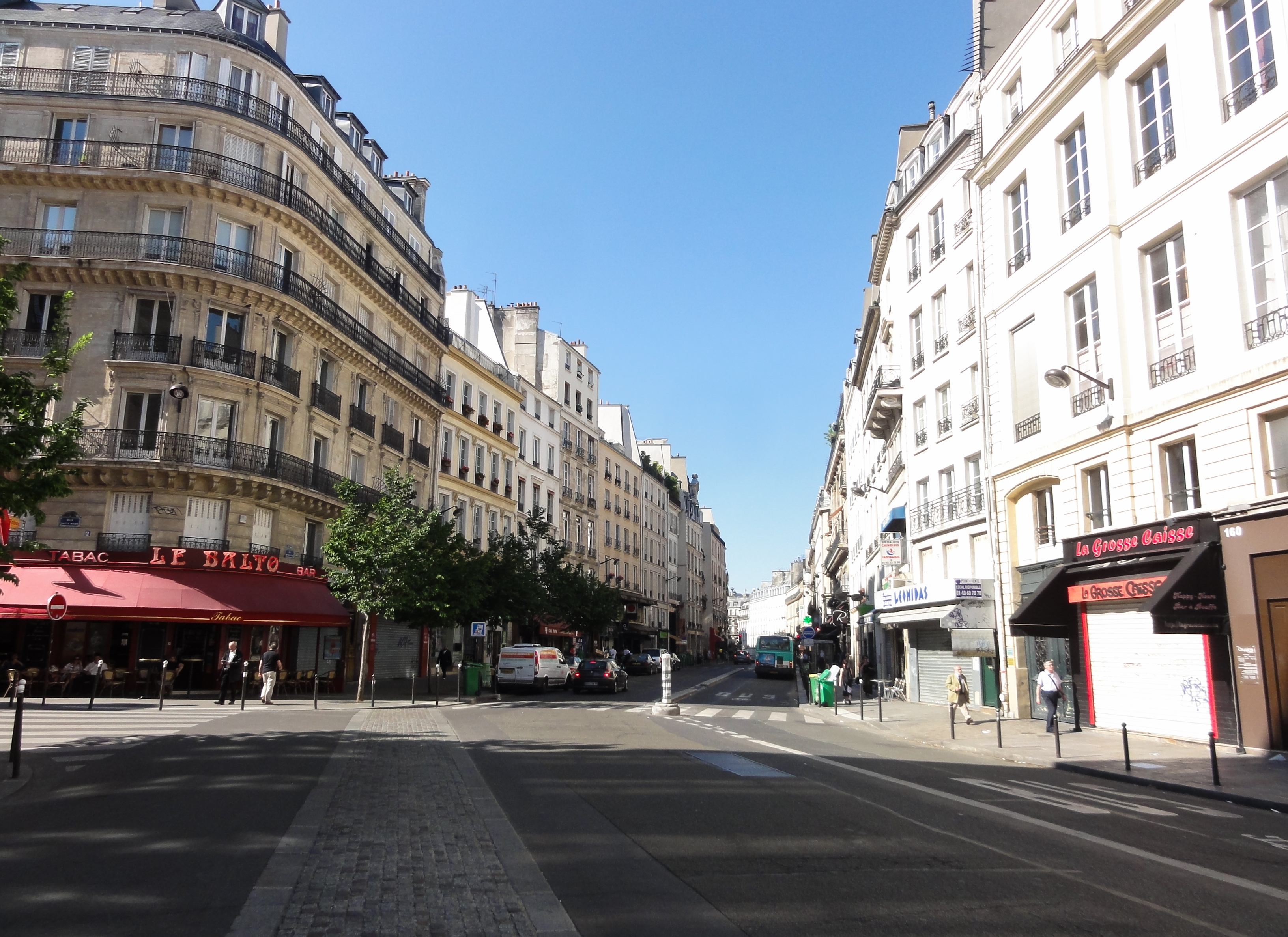
Rue Montmartre

Maigret ha un appuntamento col signor Laget, capo della ditta Le Commerce Français situata in rue Montmartre, all'incrocio con rue de Jeûneurs. Quando il commissario arriva sono in attesa un certo numero di creditori in anticamera, e poco dopo dall'ufficio arriva il rumore di uno sparo. Maigret si precipita nell'ufficio di Laget. Piccolo e grasso, il direttore è accasciato su una sedia, con una ferita alla tempia destra. La società è oggetto di indagini da parte della polizia giudiziaria di Parigi, inoltre il dipartimento delle finanze del pubblico ministero aveva emesso un mandato di cattura. Per tali motivi, si ipotizza un suicidio. Maigret grazie al suo fiuto infallibile scopre invece che responsabile dell'omicidio è l'assistente di Laget, che da tempo covava rancore nei confronti del suo capo.

## Edizioni italiane
- La finestra aperta, in La polizia indaga. Racconti polizieschi, a cura di Pico Tamburini, illustrazioni di Mario Leoni, Collana I gabbiani n° 3, Firenze, Vallecchi, 1958. [antologia di AA.VV.]
- La finestra aperta, in Maigret in Rue Pigalle, traduzione di Elena Cantini, Collana Romanzi di Simenon n° 185, Milano, Arnoldo Mondadori Editore, 1962; 2 voll., Collana Le inchieste del commissario Maigret n° 53, Mondadori, 1968; Collana Oscar n° 476, Mondadori, 1973.
- La finestra aperta, sulla rivista Grazia, 19 marzo 1972.
- La finestra aperta, in Rue Pigalle e altri racconti, traduzione di Annamaria Carenzi Vailly, Collana gli Adelphi n° 424, Milano, Adelphi, 2012, ISBN 978-88-459-2740-9.

## Adattamenti

### Televisione
- Episodio dal titolo Maigret et la fenêtre ouverte, facente parte della serie televisiva Il commissario Maigret per la regia di Michel Grisolia, trasmesso per la prima volta il 22 giugno 2001, con Bruno Cremer nel ruolo del commissario Maigret. In Italia l'episodio è intitolato Maigret e la finestra aperta.